# Wilkowo Wielkie
Wilkowo Wielkie (niem. Groß Wolfsdorf) – zniesiona nazwa, obecnie nieoficjalna nazwa części osady Drogosze w Polsce położona w województwie warmińsko-mazurskim, w powiecie kętrzyńskim, w gminie Barciany.
W latach 1975–1988 miejscowość administracyjnie należała do województwa olsztyńskiego.
W 1988 została skreślona z rejestru miejscowości, a jej teren włączono administracyjnie do osady Drogosze.
Przez wieś przebiega droga wojewódzka nr 590.